# Bao Tong
Bao Tong (鮑彤 in cinese; Haining, 5 novembre 1932 – Pechino, 9 novembre 2022) è stato un politico cinese.

## Biografia
Fu Direttore dell'Ufficio per le Riforme Politiche del Comitato centrale del Partito Comunista Cinese e segretario politico di Zhao Ziyang (趙紫陽), Presidente del Consiglio di Stato dal 1980 al 1985. Fu anche direttore del comitato di redazione del XIII Congresso nazionale del Partito Comunista Cinese. Divenuto poi dissidente, fu posto agli arresti domiciliari nella provincia di Zhejiang.
Il 28 maggio 1989 fu arrestato a Pechino per l'appoggio dato ai movimenti democratici di Piazza Tiananmen in occasione delle proteste dell'aprile-giugno 1989. Fu ufficialmente accusato di aver "rivelato segreti di stato e di propaganda controrivoluzionaria" e condannato all'indomani del massacro di Piazza Tiananmen (4 giugno 1989) a sette anni di prigione oltre che alla privazione per due anni dei diritti politici. Il 27 maggio 1996 fu rilasciato al termine della condanna ma permane ancora agli arresti domiciliari.
Dal 1998 e fino alla morte del vecchio leader chiuese più volte il riottenimento dei diritti civili e politici per Zhao Ziyang; sostenne lo sviluppo democratico di Hong Kong e non smise mai di chiedere una riforma politica in Cina.

## Posizioni di principio
Il 19 gennaio 2005 il Washington Post ha riferito che mentre Bao Tong e sua moglie cercavano di lasciare la loro casa per rendere visita alla famiglia di Zhao Ziyang morto due giorni prima sono stati aggrediti da più di 20 agenti in abiti borghesi. Benché ferito rifiutò la visita di un medico perché le autorità in cambio gli avevano chiesto di togliersi un fiore bianco appuntato sul vestito, simbolo tradizionale cinese di lutto.

## Citazioni
- Sulla leadership del Comitato Centrale del Partito :

(Former Community Party official: Last decade 'wasted' di Rebecca McKinnon su CNN.com del 2 giugno 1999)
- Sul lutto di Zhao Ziyang

(China in Focus su asiaamerica.org del 20 gennaio 2005)